# Dino Landini
Dino Landini (Santa Vittoria di Gualtieri, 3 marzo 1947) è un ex calciatore italiano, di ruolo difensore.
Il figlio Luis Landini è stato anch'egli calciatore, militando in Serie B con Modena e Salernitana.

## Caratteristiche tecniche
Utilizzato abitualmente come difensore, poteva ricoprire i ruoli di terzino o stopper. All'occorrenza è stato anche impiegato a centrocampo.

## Carriera
Dopo gli esordi nelle serie inferiori, con Correggio, Carpi e Vis Pesaro, nel 1968 viene ingaggiato dal Modena, con cui disputa due campionati nella serie cadetta. Passa quindi al Verona, in Serie A; con i gialloblu debutta nella massima serie il 22 novembre 1970 nel pareggio interno contro il Varese. In due stagioni sull'Adige disputa complessivamente 37 partite di Serie A, realizzando un gol contro la Lazio, il 28 febbraio 1971.
Nel novembre 1972 viene acquistato dalla Reggina (Serie B), in comproprietà per 60 milioni di lire. Con i calabresi gioca due campionati sullo Stretto, entrambi nella serie cadetta, disputando complessivamente 50 partite; nel 1974, riscattato dal Verona, scende ulteriormente di categoria trasferendosi al Piacenza di Fabbri, in Serie C. Nella prima stagione è poco impiegato (7 presenze), ma ottiene la promozione in Serie B, categoria nella quale trova più spazio, spesso come jolly tra difesa e centrocampo. Rimane in forza al Piacenza fino al 1978, disputando in tutto 76 partite di campionato e giocando da titolare le ultime due stagioni.
Conclusa la carriera professionistica, prosegue tra i dilettanti piacentini con la Sambri, in Seconda Categoria.

## Palmarès
- Campionato italiano Serie C: 1

Piacenza: 1974-1975